# مارسل مارتینه
مارسل مارتینه (به فرانسوی: Marcel Martinet) نویسنده ادبیات پرولتاریایی و یک انقلابی سوسیالیست و پاسیفیست قرن نوزده میلادی اهل فرانسه بود.